# Quinto Glicio Atilio Agrícola
Quinto Glicio Atilio Agrícola (en latín: Quintus Glitius Atilius Agricola) fue un senador romano que vivió a finales del siglo I y principios del siglo II, y desarrollo su cursus honorum bajo los emperadores Vespasiano, Tito, Domiciano, Nerva, y Trajano. Fue dos veces cónsul sufecto: por primera vez en el año 97 junto con Lucio Pomponio Materno como su colega, y la segunda vez en el año 103, junto a Gneo Pinario Emilio Cicatrícula Pompeyo Longino, cuando reemplazó al propio emperador Trajano. Es la última persona conocida que ha tenido dos consulados sufectos. Agrícola es conocido solo por un gran número de inscripciones fragmentarias de Augusta Taurinorum, que parece ser su ciudad natal.

## Familia
Su nombre completo, praenomen de su padre, Publio y tribu Estelatina son conocidos por estas inscripciones. A menudo se asume que Agrícola era el hijo o nieto del oficial ecuestre Glicio Bárbaro, quien vivió en 48 o 49, pero Olli Salomies señala que el praenomen de su padre está atestiguado como Publio, luego argumenta que tiene más sentido asumir que su nombre de nacimiento era Atilio Agrícola y luego fue adoptado por un Publio Glicio, probablemente Publio Glicio Galo, cónsul sufecto en el año 75.

## Carrera
De las inscripciones encontradas en Augusta Taurinorum, dos proporcionan los detalles de su cursus honorum hasta su primer consulado. Su primer servicio documentado fue como sevir equitum Romanorum, que fue seguido como uno de los decemviri stlitibus judicandus, uno de los colegios que formaban parte del vigintivirato. Agrícola luego sirvió como tribuno militar en la Legio I Italica. Bajo Vespasiano, fue cuestor, magistratura que podría haber ejercido hasta el año 78. Dado que los senadores romanos solían ocupar el cargo de cuestor a la edad de 25 años, esto sugiere que Agrícola nació en el año 53, a más tardar.
Posteriormente fue edil curul, luego pretor, cargo que se ocupaba habitualmente a los 30 años. Ambas inscripciones incluyen un mandato como gobernador de Hispania Citerior, aunque Werner Eck no menciona este cargo en su fasti de gobernadores de este período. Más tarde Agrícola recibió un encargo y fue comandante o legado de la Legio VI Ferrata. Durante el reinado del emperador Nerva, fue gobernador de la provincia imperial de Galia Belgica del 94 al 97; y luego ese mismo año fue nombrado cónsul. Después de su primer consulado, fue gobernador de Panonia desde el 100, cuando reemplazó a Lucio Julio Urso Serviano, hasta el final del 102. Entre el final de su gobierno en Panonia y su regreso a Roma, Agrícola participó en las Guerras Dacias, donde ganó un conjunto de dona militaria, o condecoraciones militares, propias de un excónsul, su destacada participación en esta guerra, lo hizo merecedor de un segundo consulado en 103.
Después de su segundo consulado, Agrícola fue prefecto urbano de Roma. También se registró como miembro de al menos dos colegios sacerdotales, primero como uno de los Septemviri epulonum, a continuación, también fue admitido en los Augustales.

### Historiografía
- Fausto Zevi, "I consoli del 97 d. Cr. In due framenti gia 'editi dei Fasti Ostienses" , Listy filologické / Folia philologica , 96, 1973.
- Ronald Syme, revisión de I Fasti Consolari dell 'Impero Romano dal 30 Av anti Christo al 613 Dopo Christo por Attilio Degrassi, Journal of Roman Studies , 43, 1953.
- O. Salomies, Adoptive and polyonymous nomenclature in the Roman Empire, Helsinski: Societas Scientiarum Fenica, 1992.
- Werner Eck, "Jahres- und Provinzialfasten der senatorischen Statthalter von 69/70 bis 138/139", Chiron, 12, 1982.